# Bartholomäus von Münsterberg
Bartholomäus von Münsterberg (auch: Bartholomäus von Podiebrad; tschechisch: Bartoloměj Minsterberský; Bartoloměj z Minstrberka; * um 1478 vermutlich in Teschen; † 3. April 1515 bei Hainburg an der Donau) war Herzog von Münsterberg und Graf von Glatz.

## Leben
Bartholomäus entstammte dem Münsterberger Zweig der Herren von Podiebrad. Seine Eltern waren Viktorin von Münsterberg und Troppau und Sophie, Tochter des Teschener Herzogs Boleslaw II., die 1479 starb. Seine Kindheit verbrachte Bartholomäus vermutlich in Teschen. Er wurde von seinem Oheim Kasimir II. erzogen, der ihn auf eine diplomatische Laufbahn und die Wahrung der familiären Interessen vorbereitete. Da sein Vater seine Besitzungen 1485 und 1487 an den ungarischen König Matthias Corvinus verloren hatte, verfügte Bartholomäus über keinen finanziellen Rückhalt. Trotzdem gelang ihm der Aufstieg zu einem einflussreichen Diplomaten des Königs Vladislav II., der 1495 ein dauerndes Abkommen mit den Herzögen von Münsterberg vereinbarte. Zusammen mit den Königsstädten unterstützte Bartholomäus König Vladislav II. in dem Bemühen, die Macht des böhmischen Herrenstands einzuschränken.
Am 14. Oktober 1512 trug Bartholomäus bei Kanth mit den Breslauern eine Fehde aus, bei der er vernichtend verlor. Deshalb soll sich der Spruch „Herzog Barthel ohne Land hat ihm's (sich's) Maul vor Kanth verbrannt“ auf ihn beziehen.
Da sich Bartholomäus auch den Habsburgern gegenüber loyal verhielt, war er 1515 maßgeblich am Zustandekommen des Vertrags zwischen Kaiser Maximilian I. und Vladislav II. beteiligt. Mit dem in Wien geschlossenen Vertrag wurde die Wiener Doppelhochzeit von Vladislavs II. Tochter Anna mit dem späteren Erzherzog Ferdinand I. sowie die Hochzeit Ludwigs II. mit Maria, einer Enkelin Maximilians I. vereinbart.
Auch wenn Bartholomäus, der ein Enkel des böhmischen Königs Georg von Podiebrad war, von einzelnen Historikern häufig zu Unrecht als rachdürstiger Politiker und streitsüchtiger Intrigant beschrieben wird, gehörte er während der Herrschaft des Königs Vladislav II. zu den bedeutendsten Persönlichkeiten Böhmens. Trotzdem gelang es ihm nicht, eine wirtschaftliche Basis aufzubauen. In seinem Besitz waren lediglich die ostböhmischen Burg Skály, Jibka und ab 1513 die Burg Kumburk.
Die von Bartholomäus vermittelte Doppelhochzeit, die am 22. Juli 1515 in Wien stattfand, erlebte er nicht mehr. Am 15. April 1515 starb er bei einem Schiffsunglück in den Fluten der Donau bei Hainburg. Nachfolger als Berater des Königs Vladislav II. wurde sein Vetter Karl I., dem auch die Erziehung des noch nicht volljährigen Prinzen Ludwig II. übertragen wurde. Ludwig II. folgte schon ein Jahr später seinem verstorbenen Vater auf den böhmisch-ungarischen Königsthron.

## Weblink
- Genealogie